# دونالد جورج مک‌کی
دونالد جورج مک‌کی (انگلیسی: Donald George Mackay; ۲۹ ژوئن ۱۸۷۰ – ۱۷ سپتامبر ۱۹۵۸) مکتشف و دوچرخه‌سوار اهل استرالیا بود.